# Irving Gottesman
Irving Isadore Gottesman  (29. Dezember 1930 in Cleveland, Ohio – 29. Juni 2016 in Edina (Minnesota)) war ein US-amerikanischer Psychologe und Psychiater. Seine Schwerpunkte waren die Verhaltensgenetik und die Schizophrenie. Als einer der Ersten wandte er den Begriff der Epigenetik auf die Psychiatrie an.

## Leben und Werk
Er erwarb den Ph.D. an der Universität Minnesota. Danach war er an der Harvard University Dozent für drei Jahre. Mit dem Schotten James Shields (1918–1978) arbeitete er am Maudsley–Bethlem Hospital in London, wo er das Zwillingsregister für Studien zur erblichen Schizophrenie nutzte (Maudsley twin study). Zurück in Minnesota 1966 schuf Gottesman das erste Forschungsprogramm für die Verhaltensgenetik in den USA. 1972–1973 nahm er ein Guggenheim-Stipendium zur Zusammenarbeit mit dem dänischen Kriminologen Karl O. Christiansen in Kopenhagen zur Kriminalität von Zwillingen wahr. 1980 ging er zur Washington University School of Medicine, dann zur University of Virginia 1985, wo er ein klinisches Psychologie-Trainingsprogramm einleitete. Nach 16 Jahren an der University of Virginia trat Gottesman 2001 in den Ruhestand.
In der Schizophrenieforschung fand er einen großen Anteil genetischer Ursachen für die Krankheit, doch werde der Grad und die Ausprägung durch die Umwelt beeinflusst. Er sprach daher von einem „epigenetischen Puzzle“ des Krankheitsbildes. Widerlegbar sei aber die bloße Rückführung auf frühkindliche Erziehung, die bis dahin oft gelehrt worden war.
Gottesman betonte immer die Rolle der Umwelt (Schule, Geld, Ernährung) für die Gestaltung der genetischen Vorgaben. So wurde er 1972 vom Demokraten Walter Mondale um ein Gutachten für den US-Senat zum 15-Punkte-Unterschied in den IQ-Messungen zwischen Weißen und Schwarzen gebeten. Auch unterzeichnete er 2003 nicht das von Linda Gotfredson herausgegebene umstrittene Memorandum Mainstream Science on Intelligence, das als rassistisch diskutiert wurde.
In einem Forschungsüberblick 1989 zu Jugendkriminalität und -gewalt fanden Lisabeth DiLalla und Gottesman den Unterschied zwischen dem transitorischen und dem kontinuierlichen Typ, zu dem die Gene beitragen. 1991 kritisierten dieselben Autoren die vorherrschende Idee antisozialen Verhaltens, das über Generationen durch Kindesmissbrauch in asozialen Familien weitergegeben werde. Möglich sei auch, dass Kindesmisshandlungen deswegen geschähen, weil diese Kinder durch die Gene zu besonders aggressivem Verhalten veranlagt seien.
Gottesman trug diese Forschungen auf der Aspen Konferenz „on genetics and crime“ an der University of Maryland 1995 vor. Er sprach für einen starken Einfluss von Genen auf die Kriminalität, was er mit kriminellen Neigungen von Zwillingen trotz unterschiedlicher Umwelt begründete. Kritiker wandten ein, dass Studien dieser Art letztlich zu Sonderbehandlungen gewisser sozialer Gruppen durch Gentherapie führen könnten. Protestierende unterbrachen deswegen die Konferenz.
Er war Mitglied der Amerikanischen Akademie der Künste und Wissenschaften.

## Schriften
- Differential Reproduction in Individuals with Mental and Physical Disorders: Conference Sponsored by the American Eugenics Society and the Biomedical Division of the Population Council Held at the Rockefeller University, Nov. 13–14, 1970, Chicago University Press 1970
- Man, Mind, and Heredity: Selected Papers of Eliot Slater on Psychiatry and Genetics, mit J. T. Shields, The Johns Hopkins University Press 1971, ISBN 978-0801811180
- Schizophrenia and Genetics: A Twin Study Vantage Point, Academic Press, Boston 1972
- Schizophrenia. The Epigenetic Puzzle, Cambridge University Press 1982 ISBN 978-0521295598
- Schizophrenia Genesis: The Origins of Madness, Freeman San Francisco 1991 ISBN 0-7167-2147-3
- Behavior Genetics Principles (Decade of Behavior), APA 2004 ISBN 978-1591470830

## Ehrungen
- Prix Hofheimer for Research (APA) 1973
- APA Award Distinguished Scientific Contributions 2001[7]
- Dobzhansky Award 1990
- Joseph Zubin Award 2001
- Grawemeyer Award 2013

## Einzelbelege
1. ↑  D. F. Roberts: Schizophrenia: The Epigenetic Puzzle. By I. I. Gottesman and J. Shields. Cambridge University Press: Cambridge. 1982. In: Psychological Medicine. Band 13, Nr. 3, August 1983, ISSN 0033-2917, S. 690–692, doi:10.1017/S0033291700048133 (cambridge.org).
2. ↑  Remembering Irving Gottesman. 1. Juli 2016, archiviert vom Original (nicht mehr online verfügbar) am 1. September 2021; abgerufen am 1. September 2021 (englisch).  Info: Der Archivlink wurde automatisch eingesetzt und noch nicht geprüft. Bitte prüfe Original- und Archivlink gemäß Anleitung und entferne dann diesen Hinweis.
3. ↑  Quint C. Thurman, Andrew Giacomazzi: Controversies in Policing. Routledge, 2010, ISBN 978-1-4377-5518-3 (google.de [abgerufen am 1. September 2021]).
4. ↑  Karestan C. Koenen: Nature-Nurture Interplay: Genetically Informative Designs Contribute to Understanding the Effects of Trauma and Interpersonal Violence. In: Journal of Interpersonal Violence. Band 20, Nr. 4, April 2005, ISSN 0886-2605, S. 507–512, doi:10.1177/0886260504267759 (sagepub.com).
5. ↑  Laurie Goodman: Crime and genetics conference breeds further controversy. In: Nature. Band 377, Nr. 6547, September 1995, ISSN 0028-0836, S. 276–276, doi:10.1038/377276a0 (nature.com [abgerufen am 1. September 2021]).
6. ↑  W Roush: Conflict marks crime conference. In: Science. Band 269, Nr. 5232, 29. September 1995, ISSN 0036-8075, S. 1808–1809, doi:10.1126/science.7569909 (sciencemag.org [abgerufen am 1. September 2021]).
7. ↑  Award for Distinguished Scientific Contributions: Irving I. Gottesman. In: American Psychologist. Band 56, Nr. 11, November 2001, ISSN 1935-990X, S. 864–878, doi:10.1037/0003-066X.56.11.864 (apa.org [abgerufen am 1. September 2021]).

| Personendaten    | Personendaten                                  |
| ---------------- | ---------------------------------------------- |
| NAME             | Gottesman, Irving                              |
| ALTERNATIVNAMEN  | Gottesman, Irving Isadore (vollständiger Name) |
| KURZBESCHREIBUNG | US-amerikanischer Psychologe und Psychiater    |
| GEBURTSDATUM     | 29. Dezember 1930                              |
| GEBURTSORT       | Cleveland, Ohio                                |
| STERBEDATUM      | 29. Juni 2016                                  |
| STERBEORT        | Edina (Minnesota)                              |